# فيصل الداوود
نائب لبناني سابق. وهو ينتمي للطائفة الدرزية.
يتولى منصب الأمين العام لحركة النضال اللبناني العربي.

## ولادته
- مواليد بلدة حلوه - راشيا الوادي عام 1954

## وضعه الاجتماعي
- متزوج من وفاء عبد الكريم

## التحصيل العلمي
- ابتدائي : المدرسة الإنجيلية - زحلة
- الثانوي: المدرسة الإنجيلية - زحلة
- جامعي: إجازة في الأدب العربي - الجامعة اللبنانية
- حائزة على الدكتورة الفخرية بالعلاقات الدولية

## النشاط الاجتماعي
- أمين عام حركة النضال اللبناني العربي 1986 - 2014
- رئيس إدارة مياه شمسين
- مدير التشريفات في مجلس النواب 1973

## النشاط السياسي
- نائب عن قضاء راشيا والبقاع الغربي في الدورات التالية :
  - 1992-1996
  - 2000-2004
  - عُين نائباً خلفاً للمرحوم والده 1991 وانتخب في دورات 1992-1996-2000-2004.

## الوصلات الخارجية
الموقع الإلكتروني